# Коринка (деревня)
Коринка — деревня в городском округе город Бор Нижегородской области России, на 2017 год в Коринке числится СДТ Новые Исады. До 2010 года административно числилось в Краснослободском сельсовете Борского района.

## География
Коринка расположена примерно в 10 километрах (по шоссе) к северо-западу от райцентра, на безымянном левом притоке реки Везлома, высота центра селения над уровнем моря — 87 м.

## Население
| 2002 | 2010 |
| ---- | ---- |
| 71   | ↗75  |

## Известные жители
- Кривоногов, Иван Павлович (1916—1988) — офицер РККА, участник Советско-финской войны, а также Великой Отечественной войны, один из участников побега группы Девятаева, писатель-мемуарист.